# Accord Lansing–Ishii

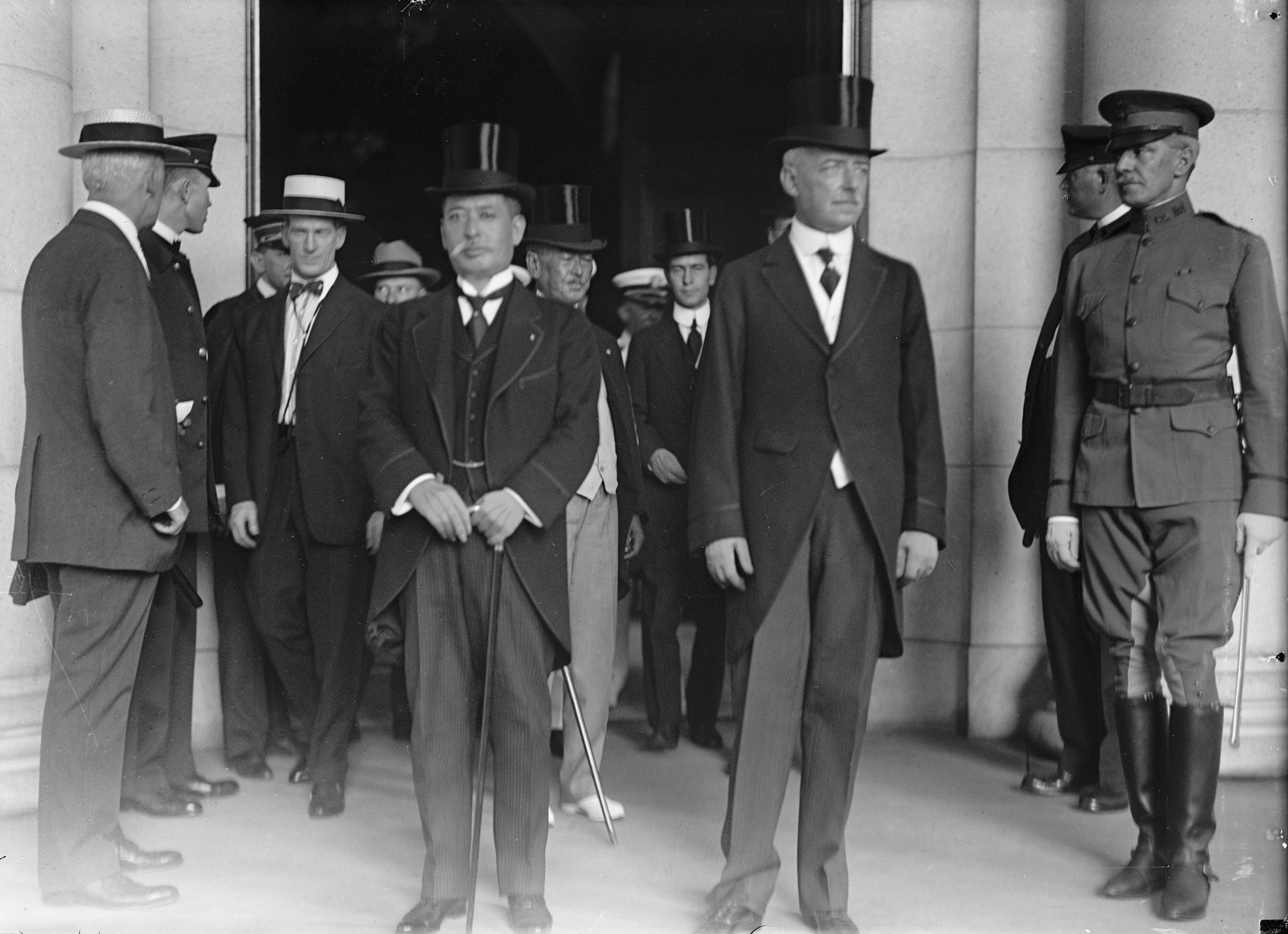
Le vicomte Ishii Kikujirō, envoyé spécial de l'empire du Japon, avec le secrétaire d'État américain Robert Lansing à Washington, D.C. en 1917 pour la signature d l'accord Lansing-Ishii.

L'accord Lansing-Ishii (石井・ランシング協定, Ishii-Ranshingu Kyōtei) est une note diplomatique signée entre les États-Unis et l'empire du Japon le 2 novembre 1917 sur leurs différends relativement à la Chine.

## Contexte
Dans le texte publié de l'accord, signé par le Secrétaire d'État Robert Lansing et l'envoyé spécial de l'empire du Japon Ishii Kikujirō, les deux parties s'engagent à respecter la doctrine de la porte ouverte en Chine à l'égard de son intégrité territoriale et administrative. Cependant, le gouvernement des États-Unis reconnaît également que le Japon a des « intérêts spéciaux » en Chine en raison de sa proximité géographique, en particulier dans les régions de la Chine adjacentes au territoire japonais, ce qui de fait, est en contradiction avec la politique de « la porte ouverte ».
Dans un protocole secret annexé à l'accord rendu public, les deux parties conviennent de ne pas profiter des occasions spéciales présentées par la Première Guerre mondiale pour obtenir des droits ou des privilèges spéciaux en Chine, au détriment des autres nations alliées dans l'effort de guerre contre l'Allemagne.
À l'époque, l'accord Lansing-Ishii est présenté comme la preuve que le Japon et les États-Unis ont mis de côté leur rivalité de plus en plus acrimonieuse sur la Chine et l'accord est salué comme un jalon dans les relations entre les États-Unis et le Japon. Toutefois, les critiques se rendent vite compte que l'imprécision et différentes interprétations possibles de l'accord signifient que rien n'a vraiment été décidé après deux mois de pourparlers. L'accord Lansing-Ishii est abrogée en avril 1923 lorsqu'il est remplacé par le traité des neuf puissances.
Pour les Japonais, si l'Accord Lansing-Ishii de 1917, qui reconnaît les intérêts spéciaux de Tokyo dans une partie de la Chine, n'implique pas l'égalité avec les Blancs, il reconnaît que le Japon ne peut pas facilement être ignoré dans les affaires internationales.

## Source de la traduction
- (en) Cet article est partiellement ou en totalité issu de l’article de Wikipédia en anglais intitulé « Lansing–Ishii Agreement » (voir la liste des auteurs).